# Gudrun (film)
Gudrun er en dansk spillefilm fra 1963 instrueret af Anker Sørensen efter manuskript af Anker Sørensen, Mette Budtz-Jørgensen efter en roman af Johannes V. Jensen med samme titel.
Her er der nærmest tale om en folkekomedie, som godt kunne være skrevet af Morten Korch.[kilde mangler]
Blandt de medvirkende kan nævnes:
- Laila Andersson
- Jørgen Buckhøj
- Poul Reichhardt
- Birgitte Federspiel
- Elsa Kourani
- Yvonne Ingdal

## Handling
Gudrun er den dejlige pige, som indeholder alt det gode, som man tillægger en ung - på sin vis almindelig pige, men alligevel én, som er anderledes. Hun er flittig, en pige, der vil noget, kan noget og har lyst til at lære. Hun er, kort sagt, en pige, man slet ikke kan lade være med at blive forelsket i - og det er der også tre mænd, der bliver.